# Chanac-les-Mines
Chanac-les-Mines (okzitanisch: Chanac) ist eine französische Gemeinde mit 421 Einwohnern (Stand 1. Januar 2022) im Département Corrèze in der Region Nouvelle-Aquitaine. Die Einwohner nennen sich Chanacois(es). Die Gemeinde ist Mitglied des Gemeindeverbandes Tulle Agglo.

## Geografie
Die Gemeinde liegt im Zentralmassiv, ungefähr sechs Kilometer östlich von Tulle, der Präfektur des Départements Corrèze.
Nachbargemeinden von Chanac-les-Mines sind Gimel-les-Cascades im Nordosten, Saint-Martial-de-Gimel im Osten, Laguenne-sur-Avalouze im Süden sowie Tulle im Westen.

## Wappen
Blasonierung: In Silber sechs blaue Balken und ein roter aufliegender Löwe.

## Einwohnerentwicklung
| Jahr      | 1962 | 1968 | 1975 | 1982 | 1990 | 1999 | 2009 | 2016 |
| Einwohner | 268  | 291  | 389  | 511  | 511  | 482  | 497  | 509  |